# The Chef
The Chef foi um programa de televisão brasileiro, produzido pela Rede Bandeirantes e exibido de 21 de setembro de 2020 a 26 de julho de 2024, sob o comando de Edu Guedes.

## História
Em 18 de setembro de 2020, depois de 5 anos, Edu Guedes deixa a RedeTV! após decidir não renovar seu contrato com a rede de Osasco, o que foi anunciado um mês antes, após sofrer um acidente de moto. No mesmo dia, Guedes assina contrato com a Rede Bandeirantes.
A estreia do programa culinário na nova emissora – agora chamado de The Chef com Edu Guedes – se deu em 21 de setembro de 2020, no lugar do Aqui na Band, extinto após baixa audiência e problemas nos bastidores.
Em 4 de julho de 2022, a atração perdeu 25 minutos para o telejornal Bora Brasil, além da demissão de Lucas Salles. 
Em 23 de abril de 2024, Guedes decide rescindir o contrato com a Rede Bandeirantes e retornar para a RedeTV! após quatro anos no Morumbi. A saída causa o fim do programa, depois de registrar baixos índices de audiência e falta de arrecadação financeira, uma vez que os lucros do patrocinadores iam direto para o apresentador titular e não à emissora.